# Municipio de Chumayel
El municipio de Chumayel es uno de los 106 municipios que constituyen el estado mexicano de Yucatán. Se encuentra localizado al este del estado y aproximadamente a 70 kilómetros al sur de la ciudad de Mérida. Cuenta con una extensión territorial de 45.99 km². Según el II Conteo de Población y Vivienda de 2005, el municipio tiene 2,937 habitantes, de los cuales 1,427 son hombres y 1,510 son mujeres.

## Historia
Chumayel no tiene fecha exacta de fundación, pero se supone que fue después de la conquista, a partir de la cual perteneció al régimen de encomiendas. Se encuentra ubicado en lo que fue el territorio del cacicazgo de Tutul Xiú. Su evolución propiamente comienza en 1821 cuando Yucatán se declara independiente  de España. Este municipio destaca porque es cuna de uno de los libros considerados fuente básica de información de lo que fue la cultura maya en el estado de Yucatán: el Chilam Balam de Chumayel.

## Toponimia
El nombre de Chumayel en idioma maya se interpreta como Lugar donde el calabazo no arde o bien el Lugar de las Semillas.

## Descripción geográfica

### Ubicación
Chumayel se localiza al este del estado entre las coordenadas geográficas 20º 26’ y 20º 31’ de latitud norte, y 89° 15’ y 89° 19’ de longitud oeste; a una altitud promedio de 25 metros sobre el nivel del mar.
El municipio colinda al norte con el municipio de Tekit, al sur con Teabo, al este con Mayapán y al oeste con Mama.

### Orografía e hidrografía
En general posee una orografía plana, no posee zonas accidentadas de relevancia; sus suelos se componen de rocas escarpadas, su uso es ganadero, forestal y agrícola. El municipio pertenece a la región hidrológica Yucatán Norte. Sus recursos hidrológicos son proporcionados principalmente por corrientes subterráneas; las cuales son muy comunes en el estado.

### Clima
Su principal clima es el cálido subhúmedo; con lluvias en verano y sin cambio térmico invernal bien definido. La temperatura media anual es de 26.2º°C, la máxima se registra en el mes de mayo y la mínima se registra en enero. El régimen de lluvias se registra entre los meses de mayo y julio, contando con una precipitación media de 1,200 milímetros.

## Cultura

### Sitios de interés
- Templo de la Purísima Concepción.
- Exhacienda Ucum.

### Fiestas
Fiestas civiles
- Aniversario de la Independencia de México: 16 de septiembre.
- Aniversario de la Revolución mexicana: El 20 de noviembre.

Fiestas religiosas
- Semana Santa
- Día de la Santa Cruz: 3 de mayo.
- Fiesta en honor de la Virgen de Guadalupe: 12 de diciembre.
- Día de Muertos: 2 de noviembre.
- Fiesta en honor del Santo Cristo de la Transfiguración: del 28 de abril al 3 de mayo.

## Gobierno
Su forma de gobierno es democrática y depende del gobierno estatal y federal; se realizan elecciones cada 3 años, en donde se elige al presidente municipal y su gabinete. 
El municipio cuenta con 8 localidades, las cuales dependen directamente de la cabecera del municipio, las más importantes son: Chumayel (cabecera municipal) y San Diego. También se encuentra la localidad de Bolontunil.